# Microlicia polystemma
Microlicia polystemma är en tvåhjärtbladig växtart som beskrevs av Charles Victor Naudin. Microlicia polystemma ingår i släktet Microlicia och familjen Melastomataceae. Inga underarter finns listade i Catalogue of Life.